# Trophée Wayne-Gretzky
Pour les articles homonymes, voir Gretzky.
Ne pas confondre avec le trophée Wayne-Gretzky 99 qui récompense le meilleur joueur des séries
Le trophée Wayne-Gretzky est un trophée remis dans la Ligue de hockey de l'Ontario, ligue de hockey sur glace junior. Il récompense chaque année la franchise qui termine championne de la Conférence de l'Ouest en finale de conférence dans les séries éliminatoires. Le champion de la Conférence de l'Est reçoit le trophée Bobby-Orr.
Le trophée porte le nom Wayne Gretzky, vedette de la LHO puis de la Ligue nationale de hockey.

## Palmarès
- 1998-1999 — Knights de London
- 1999-2000 — Whalers de Plymouth
- 2000-2001 — Whalers de Plymouth
- 2001-2002 — Otters d'Érié[2]
- 2002-2003 — Rangers de Kitchener[2]
- 2003-2004 — Storm de Guelph[2]
- 2004-2005 — Knights de London[2]
- 2005-2006 — Knights de London
- 2006-2007 — Whalers de Plymouth[2]
- 2007-2008 — Rangers de Kitchener[2]
- 2008-2009 — Spitfires de Windsor[2]
- 2009-2010 — Spitfires de Windsor[2]
- 2010-2011 — Attack d'Owen Sound[2]
- 2011-2012 — Knights de London[2]
- 2012-2013 — Knights de London
- 2013-2014 — Storm de Guelph[2]
- 2014-2015 — Otters d'Érié
- 2015-2016 — Knights de London[2]
- 2016-2017 — Otters d'Érié[2]
- 2017-2018 — Greyhounds de Sault Ste. Marie
- 2018-2019 — Storm de Guelph
- 2019-2020 — Non décerné[3]
- 2020-2021 — Non décerné[4]
- 2021-2022 — Spitfires de Windsor
- 2022-2023 — Knights de London
- 2023-2024 — Knights de London